# Murder Call
Murder Call, es un drama policíaco australiano cuya emisión comenzó  11 de febrero de 1997 por la cadena Nine Networt y finalizó  el 9 de octubre del 2000.
Hal McElroy fue el creador de la serie, que contó con la participación de actores como Rose Byrne, Barry Otto, Jason Clarke, Nash Edgerton, Essie Davis, Anthony Hayes, Damon Herriman, Michala Banas, Zoe Carides, Melissa George, Norman Kaye, Ian Stenlake, John Batchelor, Josef Ber, Leeanna Walsman, Olivia Brown, Kate Fitzpatrick, Anthony Phelan, Celia Ireland, Matt Doran, Sacha Horler, Aaron Jeffery, Allison Cratchley, Brett Climo, Sandy Winton, Bridie Carter, Bojana Novakovic, Ivar Kants, Dee Smart, Jessica Napier, entre otros.

## Historia
Murder Call sigue una trama clásica: un conjunto de rompecabezas que combina el misterio, la acción y el suspense con humor, romance y elementos y situaciones grotescos.

## Personajes
| Actor           | Personaje               | Trabajo                                     | N.º de episodios | Temporada   |
| --------------- | ----------------------- | ------------------------------------------- | ---------------- | ----------- |
| Lucy Bell       | Tessa Vance             | Detective                                   | 31               | 1997 - 2000 |
| Peter Mochrie   | Steve Hayden            | Detective                                   | 31               | 1997 - 2000 |
| Glenda Linscott | Imogen "Tootsie" Soames | Doctora Patóloga                            | 31               | 1997 - 2000 |
| Geoff Morrell   | Dr. Lance Fisk          | Sargento & Oficial Forense                  | 31               | 1997 - 2000 |
| Jennifer Kent   | Dee Suzeraine           | Oficial de Policía & Camarógrafa de Escenas | 31               | 1997 - 2000 |
| Gary Day        | Malcolm Thorne          | Detective Inspector en Jefe                 | 31               | 1997 - 2000 |

### Personajes Recurrentes
| Actor      | Personaje         | Ocupación | N.º de Episodios | Duración    |
| ---------- | ----------------- | --------- | ---------------- | ----------- |
| Chris King | Thomas Raudonikis | Detective | 3                | 1998 - 2000 |
| Todd Dwyer | Schmooze          | Detective | 3                | 1998        |

## Episodios
La serie contó con tres temporadas y sacó al aire 56 episodios.

## Premios y nominaciones
| Año  | Categoría                                                               | Premio              | Nominado (a)   | Resultado |
| ---- | ----------------------------------------------------------------------- | ------------------- | -------------- | --------- |
| 1998 | Telefeatures, TV Drama & Mini Series (episodio "Who Killed Cock Robin") | Golden Tripod Award | Jeffrey Malouf | Ganó      |

## Producción
La serie fue creada por Hal McElroy para la productora Southern Star Entertainment. La idea nació de los libros de Tessa Vance Jennifer Rowe: Suspect/Deadline and Something Wicked; las historias de los libros se integraron en los episodios de la serie. La serie se rodó en Sídney y los exteriores de la estación de homicidios se localizaron en Ashington House (antiguamente AFT House/Delfin House) en la calle O'Connell en Sídney.